# Santa Bárbara de Goiás
Santa Bárbara de Goiás é um município brasileiro do estado de Goiás. Sua população, estimada pelo Instituto Brasileiro de Geografia e Estatística (IBGE), era de 6 634 habitantes em 2020.

## Geografia
A área do município é de 138,234 km², representando 0,04% do estado de Goiás, 0,0086% da Região Centro-Oeste do Brasil e 0,0016% de todo o território brasileiro. Situa-se a 16°34'6" de latitude sul e 49°41'31" de longitude oeste e está a uma distância de 51 quilômetros a oeste da capital goiana, Goiânia. Seus municípios limítrofes são Avelinópolis a noroeste, Nazário a oeste, Palmeiras de Goiás a sudoeste, Campestre de Goiás a sul e Trindade a leste. De acordo com a divisão do Instituto Brasileiro de Geografia e Estatística vigente desde 2017, o município pertence às Regiões Geográficas Intermediária de São Luís de Montes Belos-Iporá e Imediata de Palmeiras de Goiás. Até então, com a vigência das divisões em microrregiões e mesorregiões, o município fazia parte da microrregião de Anicuns, que por sua vez estava incluída na mesorregião do Centro Goiano.

### Hidrografia
O município faz parte da sub-bacia dos Bois que, por sua vez, está inserida na Bacia do Rio dos Bois. A demanda de água gira em torno de 13 litros por segundo, e a captação e tratamento no município são realizados pela Companhia Saneamento de Goiás (Saneago), na estação de tratamento de água da cidade. O abastecimento é realizado pelo Córrego Água Limpa e pelos Poços Santa Bárbara de Goiás.
As terras do município de Santa Bárbara de Goiás são banhadas pelos rios Anicuns, Rio do Peixe e Santa Maria, além dos córregos: Santa Bárbara, Terra Podre, Laranjeira, Sabão, Jacaré, Getúlio e Mandaguari.

### Clima
O clima santabarbarense é caracterizado como tropical com estação seca (Aw segundo classificação climática de Köppen-Geiger).

## Economia
Santa Bárbara possui uma excelente produção agrícola, tendo um bom rebanho de bovinos, produzindo tanto leite como carne, além de uma boa produção de produtos como milho e a cana, que tem crescido em grande escala sua produção no município.
O comércio local é bastante diversificado, com vários supermercados, panificadoras, lojas de roupas, bares e restaurantes. A cidade conta com algumas poucas indústrias que geram alguns empregos para para a população, sendo a maior delas a CIMASP e a Valiscon Tripas Naturais.
A cidade também conta com inúmeras microempresas que geram empregos e fomentam a economia local.

## Demografia
Em 2010, a população do município foi contada pelo Instituto Brasileiro de Geografia e Estatística (IBGE) em 5 751 habitantes, sendo que 2 932 habitantes eram do sexo masculino, correspondendo a 50,98%, enquanto 2 819 habitantes eram do sexo feminino, totalizando a 49,02% da população. Ainda segundo o censo brasileiro daquele ano, 5 206 pessoas viviam na zona urbana (90,52%), e 545 em zona rural (9,48%). De acordo com a estimativa para o ano de 2019, a população ampliou-se a 6 560 habitantes, sendo o 131º mais populoso de Goiás. Apresenta, consoante essa estimativa, uma densidade populacional de 41,20 habitantes por km².
Da população total em 2010, 1 392 habitantes (24,20%) tinham menos de 15 anos de idade, 3 941 habitantes (68,53%) tinham de 15 a 64 anos e 418 pessoas (4,27%) possuíam mais de 65 anos, sendo que a esperança de vida ao nascer era de 74,90 anos e a taxa de fecundidade total por mulher era de 2,1. O Índice de Desenvolvimento Humano Municipal (IDH-M) de Santas Bárbara de Goiás é considerado alto, segundo o Programa das Nações Unidas para o Desenvolvimento (PNUD) no ano de 2010. Seu valor era de 0,706, sendo então o 97º maior de todo o estado de Goiás. O coeficiente de Gini, que mede a desigualdade social, era de 0,39, sendo que 1,00 é o pior número e 0,00 é o melhor.
Em 2010, segundo dados do censo do IBGE daquele ano com a autodeclaração de cada santabarbarense, a população era composta por 2 091 brancos (36,36%), 3 373 pardos (58,65%), 243 negros (4,23%) e 44 amarelos (0,77%). Considerando-se a região de nascimento, 4 944 eram nascidos no Centro-Oeste (85,97%), 403 no Nordeste (7,01%), 276 no Sudeste (4,80%), 84 no Norte (1,46%) e 2 no Sul (0,03%). 4 897 habitantes eram naturais do estado de Goiás (85,15%) e, entre os 854 naturais de outras unidades da federação, Minas Gerais era o estado com maior presença, com 230 pessoas (4,00%), seguido pelo Maranhão, com 143 habitantes residentes no município (2,47%). De acordo com dados do censo de 2010, a população municipal está composta por católicos (60,88% do total), evangélicos (24,19%), pessoas sem religião (8,26%), espíritas (4,82%) e 1,85% divididos entre outras religiões.

## Política e administração
A administração municipal se dá pelos Poderes Executivo e Legislativo. O Executivo é exercido pelo prefeito, auxiliado pelo seu gabinete de secretários. O poder executivo do município de Santa Bárbara de Goiás é representado pelo prefeito, consoante determinação da Constituição Brasileira de 1988. O atual é Job Martins de Deus, do PDT, eleito em 2020 com 2.856 votos (66,05% dos votos válidos), ao lado de Higor de Paula Almeida, do (MDB), como vice-prefeito. O Poder Legislativo, por sua vez é constituído pela câmara municipal, composta por nove vereadores eleitos para mandatos de quatro anos. Cabe à casa elaborar e votar leis fundamentais à administração e ao Executivo, especialmente o orçamento participativo, conhecido como Lei de Diretrizes Orçamentárias.
A cidade pertence à 63ª zona eleitoral do estado de Goiás e possuía, em maio de 2020, 5 212 eleitores, de acordo com o Tribunal Superior Eleitoral (TSE), o que representa 0,113% do eleitorado goiano.

## Infraestrutura

### Educação
Na área da educação, o Índice de Desenvolvimento da Educação Básica (IDEB) obtido por alunos do 5º ano das escolas públicas de Santa Bárbara de Goiás foi de 6,9 em 2017, enquanto que do 9º ano foi de 5,0 (numa escala de avaliação que vai de nota 1 a 10). Em 2010, 99,4% das crianças entre sete e 14 anos estavam matriculadas em instituições de ensino. O município contava, em 2018, com 941 matrículas nas instituições de educação infantil e ensinos fundamental e médio da cidade. O valor do Índice de Desenvolvimento Humano (IDH) da educação era de 0,635 no ano de 2010.

### Comunicações
O código de área (DDD) do município é 062 e o Código de Endereçamento Postal (CEP) da cidade vai de 75398-000 a 75399-999. O serviço postal é atendido por uma agência da Empresa Brasileira de Correios e Telégrafos, localizada no Setor Central. A cidade também é amplamente coberta pelo serviço de telefonia móvel 4G.